# Primus inter pares
Primus inter pares (дав.-гр. πρῶτος μεταξὺ ἴσων, prōtos metaxỳ ísōn) — латинський вислів «Перший серед рівних». Позначає найстаршу особу в групі людей, які обіймають ту ж саму посаду чи займають таке ж саме положення, що й найстарший.
Історично склалося, що принцепс Римського сенату був такою фігурою і спочатку мав поміж інших сенаторів відмінність лише у тому, що йому дозволили виступити першим під час дебатів. Також Костянтину Великому була відведена роль «Primus inter pares». Після падіння Республіки римські імператори спочатку називали себе принцепсами, незважаючи на владу життя і смерті над своїми «співгромадянами».
Різні сучасні діячі, такі як голова Федеральної резервної системи США, прем'єр-міністр парламентських країн, президент Швейцарії, голова Верховного суду США, голова Філіппін, архиєпископ Кентерберійський Англіканського співтовариства та Вселенський патріарх Константинополя Східної православної церкви підпадають під «Primus inter pares»: вони мають вищий статус та різні додаткові повноваження, залишаючись рівними своїм у важливих сенсах. 

## Національне використання

### Китай
У Китайській Народній Республіці під час колективного керівництва Постійним комітетом Політбюро, яке Ден Сяопін запровадив після смерті голови Мао Цзедуна, термін «перший серед рівних» часто використовувався для опису першочергового лідера Китаю. Це випало з ласки після консолідації влади під керівництвом нинішнього головного лідера, генерального секретаря Сі Цзіньпіна.

### Використання в Співдружності

#### Прем'єр-міністр
У федеральних країнах Співдружності, Канаді та Австралії, у яких король Чарльз IIІ є главою держави як конституційний монарх, король у Раді призначає генерал-губернатора, який представлятиме короля під час його відсутности. Генерал-губернатор зазвичай призначає лідера політичної партії, що займає принаймні кілька місць у обраному законодавчому органі, прем'єр-міністром, чиї стосунки з іншими міністрами Корони офіційно стосуються primus inter pares. Незважаючи на те, що останнім часом спостерігається тенденція до «президентства», при цьому зростаюча влада здійснюється в апараті прем'єр-міністра (Австралія) або в кабінеті прем'єр-міністра (Канада). Це також робиться на рівні провінцій або штатів, де губернатори канадських провінцій або губернатори австралійських штатів в якості генерал-губернатора призначають лідера провінційної або штатної політичної партії, що займає принаймні кілька місць у обраний провінційний чи законодавчий орган штату повинен бути прем'єр-міністром провінції або прем'єр-міністром штату.

#### Віце-королі Канади та Австралії
Будучи федераціями в Канаді, лейтенанти-губернатори представляють канадського монарха в кожній з провінцій, виконуючи обов'язки «глав держав» у провінціях. На відміну від Австралії з губернаторами австралійських штатів, лейтенанти-губернатори Канади призначаються не королевою-радою, а генерал-губернатором за порадою прем'єр-міністра Канади, відомого як губернатор в Раді. Подібним чином в Австралії є губернатори, які представлятимуть австралійського монарха в кожному із штатів Австралії, що входять до складу федеральної Співдружності Австралії, роблячи їх «главою держави» в кожному з їхніх штатів. У кожному випадку ці кілька губернаторів чи губернаторів не передбачаються як підлеглі генерал-губернатору — генерал-губернатору Австралії та генерал-губернатору Канади — як федеральний віце-король — «перший серед рівних».

### Німеччина
Мери німецьких міських земель традиційно виступали як primus inter pares. У Гамбурзі, Любеку та Бремені, які були вільними імператорськими містами часів Священної Римської імперії, уряд називався Сенатом. Мер серед багатьох був сенатором, якого часто називали президентом Сенату, а не мером. Це закінчилося в Любеку включенням до складу Пруссії в 1937 році. Хоча під час конституційної реформи в 1996 році мер Гамбурга отримав широкі повноваження формувати політику Сенату Гамбурга, таким чином, припиняючи його статус primus inter pares. Однак у міському штаті Вільне Ганзейське місто Бремен, яке було створене після Другої світової війни, мер відіграв подібну роль у Сенаті Бремена. Те саме було до 1995 року для керівника міського голови Берліна серед його колег з Берлінського сенату.

### Японія
Починаючи з Конституції Мейдзі 1885 року, як частини «Закону про систему кабінетів», і триваючи до перегляду сучасної конституції в 1947 році, прем'єр-міністр Японії вважався таким же рангу, як і інші міністри, які сформували Кабінет. У цей час прем'єр-міністра називали «同輩 中 の 首席» dōhai-chū no shuseki («головний серед рівних»).

### Нідерланди
Прем'єр-міністр Нідерландів (офіційно «міністр-президент») є головою Ради міністрів та діючим виконавчим органом влади Нідерландів. Хоча формально спеціальні повноваження не покладаються, прем'єр-міністр виконує функції «обличчя» кабінету міністрів Нідерландів. Зазвичай прем'єр-міністр є також міністром загальних справ. До 1945 року посада голови Ради міністрів офіційно змінювалася між міністрами, хоча практика протягом історії відрізнялася. У 1945 році посада була офіційно встановлена. Хоча це формально не потрібно, прем'єр-міністр на практиці є лідером найбільшої партії в коаліції більшості в Палаті представників, нижній палаті парламенту.

### Швейцарія
У Швейцарії уряд складає Федеральна рада із семи членів. Щороку Федеральні збори обирають президента Конфедерації. За домовленістю, посади президента та віце-президента змінюються щороку, кожен радник таким чином стає віце-президентом, а потім президентом кожні сім років, перебуваючи на цій посаді.
Президент не є главою швейцарської держави, але він або вона є найвищим чиновником Швейцарії. Він або вона головує на засіданнях Ради та виконує певні представницькі функції, які в інших країнах є справою глави держави. У надзвичайних ситуаціях, коли рішення Ради не може бути прийняте вчасно, президент наділений повноваженнями діяти від імені всієї Ради. Окрім цього, однак, президент — це primus inter pares, який не має повноважень над іншими шістьма радниками.

### Сполучене Королівство
Термін «прем'єр-міністр» можна порівняти з «первинним міністром» або «першим міністром». Через це прем'єр-міністри багатьох країн традиційно вважаються «першими серед рівних» — вони є головою або «головою» Кабміну, а не займають посаду, яка де-юре перевершує посаду міністрів.
Прем'єр-міністра Великої Британії часто описували як «першого серед рівних». У Великій Британії виконавчим органом є Кабінет Міністрів, а за часів Ганновера міністр виконував роль інформування монарха про запропоновані законодавчі акти в Палаті громад та інші питання. Однак у наш час, хоча ця фраза все ще іноді використовується, вона занижує повноваження прем'єр-міністра, які зараз включають багато широких, ексклюзивних, виконавчих повноважень, на які члени кабінету не мають великого впливу.
«Перший серед рівних» — назва популярного політичного роману Джеффрі Арчера (1984) про кар'єру та приватне життя кількох чоловіків, які змагалися за прем'єр-міністр Великої Британії. Пізніше він був адаптований до мінісеріалу з десяти частин, випущеного телеканалом Гранада.
Країни та юрисдикції, які адаптували британську парламентську систему (наприклад, Канада та Австралія), мали б однакове використання цієї фрази.

### Сполучені Штати
Фраза «перший серед рівних» також була використана для опису Верховного судді США. Голова Верховної Ради має значні адміністративні повноваження і може призначати написання рішень у справах, у яких вони є більшістю, але не має прямого контролю над рішеннями своїх колег у Верховному суді США.

## Голови
У багатьох приватних парламентських органах, таких як клуби, ради, викладацький склад та комітети, офіцер або член, який займає посаду голови, часто розглядається як «перший серед рівних». Тобто, хоча більшість правил розпорядження надає голові спеціальні повноваження в контексті наради, посада голови, як правило, є тимчасовою, поворотною і безсилою в інших контекстах, що робить мешканця просто тимчасовим керівником, якому потрібно наводити порядок. Це стосується міських голів під урядом керівника ради, оскільки «мер» має такий же голос, як і всі інші члени ради, і не може замінити їх, хоча їх думка може мати більший вплив серед інших членів.

## Релігія

### Східна православна церква
Фраза «перший серед рівних» також використовується для опису ролі Константинопольського патріарха, який, будучи «Вселенським патріархом», є першим серед усіх єпископів Східної православної церкви. Він не має прямої юрисдикції над іншими патріархами чи іншими автокефальними православними церквами і не може втручатися у вибори єпископів в автокефальних церквах, але він один користується правом скликання надзвичайних синодів. Його титул є визнанням його історичного значення та його привілею бути головним речником Східного православного християнства. Його моральний авторитет дуже шанують.
Константинопільський, Александрійський, Антіохійський і Єрусалимський патріархати використовував термін «перший серед рівних» стосовно єпископа Риму, тобто Папи Римського, протягом першої тисячі років християнства до Великої схизми. У той час як Константинопольський патріарх зараз вважається першим серед православних патріархів, раніше Східна православна церква вважала єпископа Рима (якого вважають «патріархом Заходу») «першим серед рівних» у Пентархії згідно з давнім тисячолітнім порядком: Рим, Константинополь, Александрія, Антіохія та Єрусалим. Пентархія створена після того, як Константинополь став східною столицею Візантійської імперії. Однак Папа Римський не слідує пентархії, оскільки католицька церква вважає його «намісником Божим на землі» й більше не має євхаристійного спілкування з сучасними Східними православними церквами.
Канонами щодо загального примату пошани Константинопольського патріарха є 9-й канон Антіохійського синоду та 28-й канон Халкедонського собору.

### Католицька церква
Латинська та східна католицькі церкви вважають Папу (єпископа Риму) єдиним Намісником Христа, наступником Святого Петра та провідником усіх їх єпископів (в тому числі патріархів), в апостольській спадкоємності апостолів. Католицька церква не вважає Папу Римського просто «першим серед рівних», а фактично займає посаду з верховною владою в канонічному праві над усіма іншими єпископами. Цей позов про юрисдикцію був однією з головних причин східно-західного розколу в церкві, який набув офіційного характеру в 1054 році.
Декан Колегії кардиналів у католицькій церкві, як правило, вважається першим серед рівноправних Князів Церкви в Коледжі, який є найвищою радою папи і обирає конклавом (де застосовується вікова межа) папського наступника , як правило, з його лав.
Різні єпископські престоли отримували або претендували на титул предстоятеля (як правило, минулого чи теперішнього політичного утворення), який надає таким праймам (як правило, столичне архієпископство, часто в колишній / теперішній столиці) перевагу над усіма іншими престолами в його обмеженні випереджаючи (інші) столичні бачить, але чинні примати можуть бути перевершені особистими чинами, оскільки вони нижчі за кардиналів. Найчастіше єпархії географічно групуються в церковній провінції, де лише одна має сан митрополичого архієпископа, що перевершує його колег, яких тому називають його суфраганами, навіть якщо до них (досить рідко) відноситься інший архієпископ.

### Англіканське співтоварицтво
В англіканському співтоварицтві архієпископ Кентерберійський вважається «першим серед рівних» у своєму президентстві над Причастям. Старший єпископ семи єпархіальних єпископів Шотландської єпископальної церкви носить усічений титул primus від primus inter pares. Провідні єпископи або примати в інших англіканських «національних» церквах часто називають primus interpares у межах своїх провінцій (наприклад, Церкви Ірландії), тоді як (перша) первинна сторона Кентербері залишається серед них первинною.
Виходячи зі старовини, з якою екуменічні собори поступалися певним загальним приматом єпископам Риму, учасники англікансько-католицьких діалогів десятиліттями визнавали, що Папа Римський належним чином буде виконувати функції титульного лідера возз'єднаної церкви; англіканці, як правило, мають на увазі почесний (не юрисдикційний) примат, такий як фраза «primus inter pares». В одному з прикладів такого визнання Міжнародна англіко-католицька комісія згуртованості та місії у своїй погодженій у 2007 році заяві «Зростаємо в єдності та місії» закликає англіканців та католиків разом дослідити, як може служити єпископ Риму бути запропоновані та отримані для того, щоб допомогти нашим Причастям зростати до повного церковного спілкування.

### Пресвітеріанство
Модератор Генеральної Асамблеї у пресвітеріанській церкві так само позначається як primus inter pares. Ця концепція також стосується модераторів кожного синоду, пресвітерії та сесії Кірка. Оскільки всі старійшини висвячені — хтось для навчання, а хтось для правління, — ніхто не сидить у вищому статусі, але всі рівні за одним і єдиним главою церкви Ісусом Христом.

### Церква Швеції
У лютеранській церкві Швеції архієпископа Упсали вважають primus inter pares.